# Personne âgée
Pour les articles homonymes, voir Personne et Ainé.
 (avril 2025).

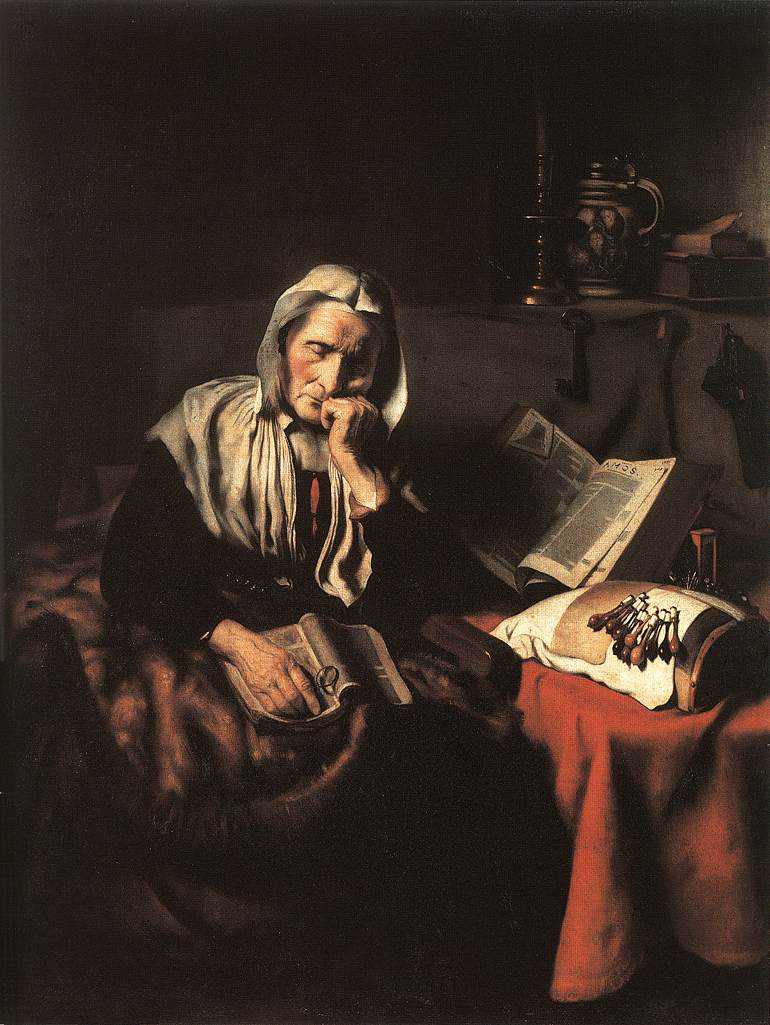
Old Woman Dozing par Nicolas Maes (1656). Musées royaux des beaux-arts de Belgique.

Une personne âgée est, pour le sens commun, une personne de grand âge qui présente les attributs physiologiques et sociaux de la vieillesse tels que la société se les représente. Les personnes âgées sont également appelées seniors et aînés, autres circonlocutions pour éviter les mots vieux et  vieillard.

## Définition

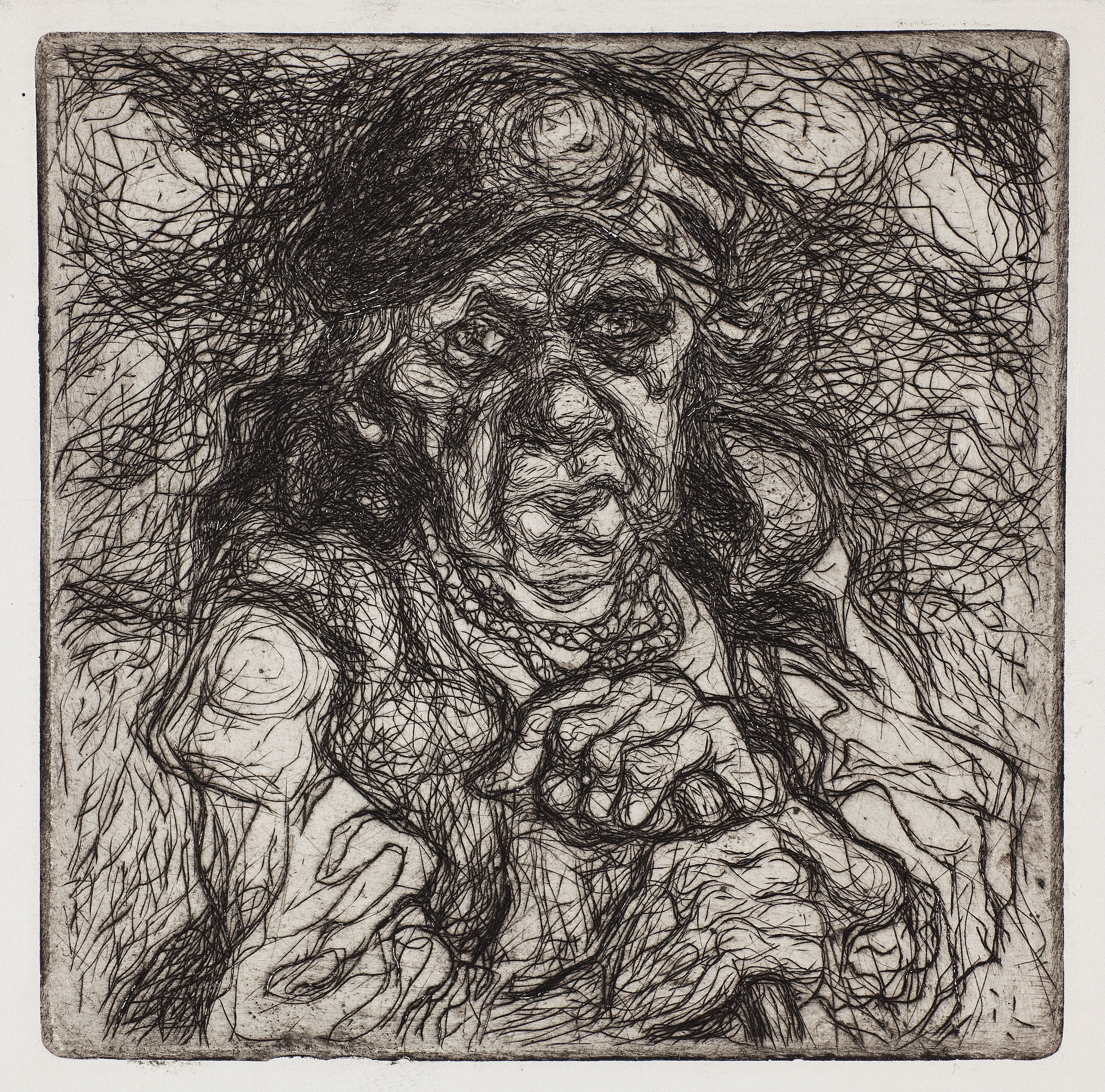
Vieille femme à la campagne, une estampe du peintre polonais Stanisław Osostowicz réalisée en 1932.

La définition d'une personne âgée dépend du contexte. Le vieillissement est un processus progressif, et une personne ne devient pas âgée du jour au lendemain, par exemple à la suite d'un anniversaire. Le sociologue et philosophe français Edgar Morin parle de continuum de l'âge. Serge Guérin, sociologue français, pour sa part, insiste sur le fait que l'âge est un construit social qui évolue en fonction des normes que se donne la société. Pour lui l'âge a « rajeuni » du fait de l'augmentation de l'espérance de vie et de l'amélioration de la santé et de la formation des plus de 60 ans.
L'Organisation mondiale de la santé définit une personne âgée à partir de soixante ans. Dans la réglementation française c'est, de plus, cet âge qui a été retenu pour certaines prestations ou dispositions concernant les personnes âgées.
Les problématiques de la gériatrie (polypathologie, perte d'autonomie, fragilité) concernent relativement peu d'individus âgés de soixante à soixante-dix ans, encore appelés « jeunes séniors » ou « young old » dans la littérature. Par contre, elles concernent souvent des individus âgés de plus de quatre-vingts ans, encore appelés « old-old ».
Différents sociologues proposent des socio-types d'âge pour montrer que les plus de 50 ans (ou plus de soixante ans, ou plus de 65 ans) forment des publics distincts. Ainsi dans L'invention des seniors, Serge Guérin propose quatre types de seniors : les « SeTra », pour « Seniors Traditionnels », les « SeFra », pour « Seniors Fragilisés » (par la dépendance physique, mentale ou économique), les « BooBos », pour « Boomers Bohèmes », soit les nouveaux seniors qui portent la modernité et refusent la norme du vieillir, et enfin les « BooFra », pour « Boomers Fragilisés », qui sont les personnes de grand âge mais qui cherchent à rester des acteurs de leur vie.
Avec le géographe Christophe Guilluy, il aborde aussi la notion de « retraités populaires » pour signifier que la majorité des ménages de retraités sont d'anciens ouvriers et employés vivant dans le périurbain et dans des conditions très modestes.
La vulnérabilité – plus que l'âge de l'état civil – aide à mieux cerner les personnes qui relèvent de la gériatrie. L'entrée dans la vieillesse ne se réfère à aucun âge particulier mais à un état d'incapacité fonctionnelle éprouvé subjectivement ou objectivement selon les dires des personnes âgées elles-mêmes.
L'expression « personne âgée », tout comme le mot « senior », est une circonlocution destinée à éviter l'utilisation directe des mots « vieux », « vieillard » et « vieillesse », perçus négativement. Le sociologue Serge Guérin montre que les mots sont le signe d'un refus de la société dans son ensemble à voir le vieillissement comme une donnée dynamique permettant de faire levier pour des transformations sociales et culturelles.
On remarque que la part des soixante ans ou plus a augmenté en plus de cinquante ans atteignant 23 % en France et 11 % dans le monde en 2015.

### Évolution et précision du concept
La correspondance en termes d’âge chronologique pour l’entrée dans le grand âge a évolué durant le XXe siècle.
- En 1974, Bernice Neugarten (professeur de psychologie comportementale américaine à l'université de Chicago) estimait que l'âge de 75 ans marquait la véritable entrée dans la vieillesse.
- En 1984, Mathilda Rey et Richard Suzman (National Institute of Aging) sont chargés par la Société américaine pour l’avancement de la science d’organiser la conférence annuelle autour du thème des personnes très âgées, les plus de 85 ans.
- En 1985, le National Institute of Aging lance aux États-Unis le premier programme de recherche focalisé sur les oldest old (expression anglaise pour les personnes très âgées).

C’est à cette époque que naît aux États-Unis la distinction conceptuelle des personnes âgées en trois âges démographiques, les « young old » (60-74 ans), les « old old » (75-84 ans) et les « oldest old » (85 ans et plus).

## Hébergement des personnes âgées
La question de l'hébergement des personnes âgées est aujourd'hui centrale dans la société française avec une population vieillissante.
Il existe plusieurs solutions d'hébergement qui permettent de répondre aux besoins des personnes âgées en fonction de leur niveau de dépendance :
- Leur propre logement, si grande indépendance il y a.
- Les aides à domicile permettent un maintien au domicile pour la personne âgée
- Les résidences senior permettent aux personnes âgées de vivre dans un appartement au sein d'une résidence de services
- Les Familles d'Accueil permettent à des personnes âgées de vivre dans un cadre familial tout en étant encadré et aidé dans les gestes de la vie quotidienne.
- Les Ehpads accueillent des personnes âgées très dépendantes
Certaines initiatives de jeunes entreprises tel Choix-Senior aident les personnes âgées pour trouver la meilleure solution d'hébergement.

## Spécialités médicales
La science qui est consacrée à l’étude des personnes âgées est la gérontologie, celle des maladies des personnes âgées est la gériatrie, et la science consacrée aux techniques qui répondent aux problèmes des personnes âgées, est la gérontechnologie.

## Dépendance des personnes âgées
« La population des 75 ans et plus sera ainsi multipliée par 2,5 entre 2000 et 2040, pour atteindre plus de 10 millions de personnes en France. Ce vieillissement rapide de la population amène à s’interroger sur l’évolution des politiques publiques en direction des personnes âgées : retraites, dépenses de santé, et prise en charge des personnes dépendantes, dont le nombre augmentera dans les années à venir. Se pose notamment le problème de l’équilibre à trouver entre solidarité familiale et solidarité collective pour la prise en charge de la dépendance. La solidarité familiale se traduit par l’aide que les proches ( aidants ) apportent pour les activités de la vie quotidienne. La solidarité collective, quant à elle, se concrétise par la mise en place de prestations spécifiques pour les personnes dépendantes, notamment l’allocation personnalisée d'autonomie (APA).

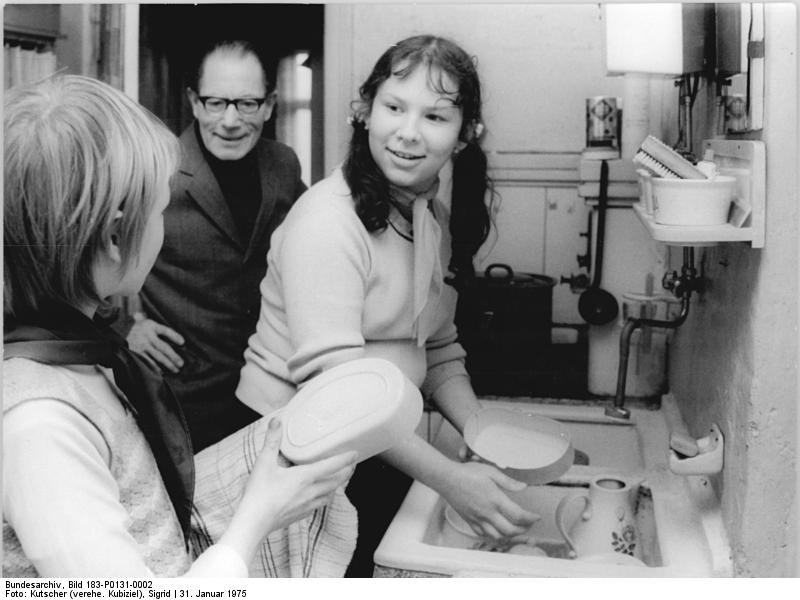
Adolescentes bénévoles aidant une personne âgée à Berlin en 1975.

Le niveau de la prestation APA est déterminé par la Grille AGGIR , qui détermine le niveau de GIR Groupe Iso Ressource (de la dépendance totale niveau 1 à l'autonomie fonctionnelle et intellectuelle complète niveau 6).
Le partage des deux formes de solidarité risque d’évoluer dans les années à venir. En effet, le nombre moyen d’aidants potentiels par personne âgée dépendante aura tendance à diminuer, du fait de la baisse du nombre d’enfants par famille et de l’éclatement géographique des familles, du travail salarié des aidants. Ce qui pose la question du financement public du cinquième risque, la dépendance.
Chez les hommes comme chez les femmes, le taux de dépendance reste faible jusqu’à 75 ans, puis augmente rapidement avec l’âge. L’âge moyen des dépendants est de 78 ans pour les hommes et 83 ans pour les femmes. »

— Michel Duée et Cyril Rebillard, « La dépendance des personnes âgées : une projection en 2040 », dans Données sociales : La société française, Insee, 1er mai 2006

## Problème du vieillissement

### Chutes des personnes âgées
Les personnes de plus de 65 ans ont un risque plus élevé de chutes que la population générale. Ces chutes peuvent entraîner des fractures, des hospitalisations et une perte des capacités fonctionnelles et de l'autonomie. La pratique d'exercices physiques réguliers supervisés par des kinésithérapeutes diminue le risque de chute de cette classe d'âge lorsqu'ils sont pratiqués au moins 2 à 3 fois par semaine durant au moins 12 semaines.
Les personnes âgées qui doivent s'arrêter de marcher pour parler seraient particulièrement à risque de chute dans les 6 mois qui suivent, d'après une étude de 1997.

### Problème du «bien vieillir»
Selon le docteur Pierre Guillet, gérontologue, « bien vieillir » repose sur l’équilibre de cinq piliers : finances, logement, santé, vie sociale, vie intellectuelle.
Les critères américains d'un « bon » vieillissement sont :
1. Une durée de vie supérieure à l'espérance de vie nationale
2. Une bonne santé : une ou plusieurs maladies traitées et bloquées dans leur évolution
3. Un sentiment de bien-être.

Selon le docteur Jean-Pierre Aquino, « Les critères les plus admis dans la littérature médicale… pour un vieillissement sont : pas d'hypertension, pas de surcharge pondérale, pas de tabac ni d'alcool, une alimentation équilibrée, des exercices physiques réguliers, un lien social structuré, une bonne santé « mentale » (estime de soi, capacité à faire face aux changements), une planification de l'avenir (modes de vie actuels et futurs, gestion du temps), une réflexion continue sur le sens (quête de sens), les valeurs… . ».
Le vieillissement actif est une notion récemment développée par l’Organisation mondiale de la Santé et plusieurs gouvernements qui influence un ensemble de mesures prises pour répondre au « problème » du vieillissement de la population et inciter les personnes âgées à rester et redevenir actives, tant sur les plans personnel, familial et social que professionnel. Cette notion est vue par les instances de gouvernement comme favorisant l’épanouissement, la qualité de vie et la dignité des aînés. Par exemple, au Québec, le terme « actif » désigne :
- une présence sur le marché du travail ;
- une participation active à la vie collective, par exemple par des activités bénévoles ;
- une participation à la vie familiale, incluant la possibilité de rester chez soi le plus longtemps possible ;
- les loisirs : sports, voyages, activités créatives, etc.

Le « bien vieillir » est devenu un objectif collectif et un impératif pour l'individu. Il normalise les expériences hétérogènes du vieillissement et donne lieu à une distinction entre des expériences vues comme étant normales alors que d'autres sont considérées pathologiques.

### Réponses publiques

#### En France
L’importance du sujet pour la société se traduit par des plans, des rapports, des textes légaux :
- Plan national « bien vieillir » (2007-2009)[11] ;
- Plan maladies neuro-dégénératives 2014-2019[12] (maladie d'Alzheimer, maladie de Parkinson, SLA) ;
- Mission interministérielle de réflexion sur le volet central de la loi relatif à l’adaptation de la société française au vieillissement de sa population à Luc Broussy, ayant donné lieu à un rapport[13] ;
- Comité national de coordination des politiques de prévention de la perte d’autonomie, présidé par le docteur Aquino, a produit le Plan national d'Action de prévention de la perte d’autonomie (2015)[14] ;
- Loi no 2015-1776 du 28 décembre 2015[15] relative à l'adaptation de la société au vieillissement, le rapport principal initial est celui de Jacques Moignard, député[16].

Une loi sur la dépendance est prévue en 2019, puis repoussée à 2020, et finalement abandonnée en 2021.

#### Au Québec
Le Conseil des aînés avait déjà été créé en 1992, dans le but de les consulter pour les programmes qui leur étaient destinés. Depuis les années 2000, les gouvernements ont associé les enjeux touchant les aînés à un(e) ministre, mis sur pied une consultation publique, un Secrétariat aux aînés, et publié la politique (en 2012). Au cours des mêmes années, le vieillissement actif est devenu un élément important des politiques gouvernementales, notamment avec les municipalités amies des aînés, tout comme la lutte contre la maltraitance. Dans les politiques gouvernementales, les aînés sont principalement réfléchis à travers les dimensions de la santé et de l’économie. Par exemple, les politiques dédient des sommes importantes à ces volets et ne parlent pratiquement pas des aspects culturels du vieillissement. Pour cela, les discours gouvernementaux s’en remettent aux communautés dans lesquelles vivent les aînés, puisque l’État se dit incapable d'assumer à lui seul les impacts du vieillissement rapide. À ce sujet, les listes d'attente en CHSLD publics ne cessent d'augmenter. Les aînés doivent donc quelquefois se tourner vers d'autres alternatives d'hébergement du secteur privé.

### Réponses privées
Des sociétés et associations cherchent à trouver des solutions innovantes pour faciliter le vieillissement dans les domaines de :
- l'entraînement des fonctions cognitives et la remédiation cognitive ;
- la détection intelligente d’un événement, par exemple des chutes à domicile, ou l’inactivité prolongée ;
- l'accompagnement, comme l’assistance mobile et la conciergerie mobile ;
- l'équipement pour conditionner le domicile (ex. : douche, escaliers, tapis…) ; et,
- le téléphone fixe ou mobile ergonomiquement adapté.

### Empowermentdes personnes âgées
L'empowerment est un concept nord américain peu développé en France.
Il y a deux niveaux d’empowerment qui concernent les personnes âgées : l’empowerment au quotidien et l’empowerment politique.
- L’empowerment au quotidien est la capacité des personnes âgées même dépendantes de pouvoir prendre leur vie privée en main, c'est-à-dire de garder un pouvoir sur leurs choix de vie au quotidien[25].

La Maison des Babayagas de Montreuil est l'exemple français d'une maison de retraite et d'appartements autogérés par les personnes âgées elles-mêmes.
La démarche Citoyennage, portée par l'Association des Directeurs au Service des Personnes Âgées (AD-PA), est également représentative d'une réflexion menée par différentes structures accueillant et/ou accompagnant les personnes âgées. Elle a pour but de permettre aux usagers de garder et d'exprimer leurs droits de citoyen car l'âge et le handicap ne constituent pas un frein à la libre expression et au libre arbitre. En Suisse, la méthodologie des « Quartiers solidaires » est appliquée dans le but de favoriser un empowerment à travers l’émergence de nouvelles formes d’implication citoyenne et le renforcement des liens sociaux.
Derrière la question du libre choix des personnes âgées même dépendantes et vulnérables se posent les principes :
- de la bientraitance ;
- du respect de la charte des personnes âgées dépendantes[31],[32] ;
- du questionnement éthique en soin et de l'accompagnement au quotidien.

La bientraitance, comme la bienfaisance, peut être centrée uniquement sur la responsabilité du soignant et de l'aidant. Il faut faire attention à ne pas en rester à un aspect formel de la bientraitance, c'est-à-dire à en rester à une simple application d'une charte où d'une procédure de qualité, cette manière de faire conduirait à mettre à distance la personne dépendante, à continuer à en faire un objet de soin. Dans cette situation la personne n'est pas un partenaire du soin. Les personnes âgées ou handicapés en prenant elles-mêmes leur vie en main, au travers de l'empowerment, gardent un pouvoir sur leur vie et les soins qu'il leur sont prodigués. Dans cette situation, elles sont partenaires du soin et de l'équipe de soin (voir travail social, éthique).
- L’empowerment politique. Il y a peu d'exemples concrets en ce qui concerne les personnes âgées. Toutefois, les personnes du troisième âge représentent dans tous les pays occidentaux une très forte minorité sociale. Si cette minorité trouvait dans un mouvement politique et social, un lieu capable d'exprimer leurs préoccupations, et surtout si elles cautionnaient ce mouvement (par leur vote ou dans un collectif), celui-ci aurait une grande force dans la société civile. Les « Handicapés méchants », aujourd'hui disparus, ont dans les années 1970/80 représenté une telle ambition dans le milieu du handicap moteur en France[33],[34]. Plus tardivement dans les années 2010 les babayagas ouvrent une maison collective à Montreuil affin de cogérer[35] leur autonomie[36]. Elles représentent pour beaucoup un espoir pour le futur des personnes dépendantes en raison de leur grand âge et de la gestion des maisons spécialisées de retraite[37].

En Amérique du Nord, il existe plusieurs groupes communautaires, regroupements politiques et groupes activistes de personnes âgées. On peut donner en exemple les associations pour la défense des droits des retraité(e)s, ainsi que des groupes militants comme les Mémés déchaînées / Raging Grannies.